# Ueken
Ueken es una comuna suiza del cantón de Argovia, situada en el distrito de Laufenburgo. Limita al noroeste con la comuna de Frick, al noreste con Hornussen, al este con Zeihen, al sur con Herznach, y al oeste con Gipf-Oberfrick.